# Stenandrium pedunculatum
Stenandrium pedunculatum är en akantusväxtart som först beskrevs av John Donnell Smith och fick sitt nu gällande namn av Emery Clarence Leonard. Stenandrium pedunculatum ingår i släktet Stenandrium och familjen akantusväxter. Inga underarter finns listade i Catalogue of Life.